# جاده ئی۷۱۷ اروپا
جاده ئی۷۱۷ اروپا (به انگلیسی: European route E717) یکی از جاده‌های درجه ۲ قاره اروپا است.
این جاده که در کشور ایتالیا قرار دارد از شهر تورین شروع شده و در شهر ساونا به پایان می‌رسد.